# آرنیاشوو
آرنیاشوو (انگلیسی: Arnyashevo) یک شهرک در شهرستان بورایفسکی باشقیرستان کشور روسیه است.